# Famille d'Abzac
Pour les articles homonymes, voir Abzac.
La famille d'Abzac est une famille subsistante de la noblesse française, originaire du Périgord.
Elle est illustrée par Gantonnet, Pierre et Jean d'Abzac.

## Histoire
La famille d'Abzac est une famille noble originaire du Périgord, d'extraction chevaleresque. Elle pourrait avoir pour origine le château d'Absac ou Azac, que l'on trouve de nos jours sous la forme Ajac ou Ajat, dans les environs de Périgueux.

## Filiation
- Souche et branche aînée, seigneurs d'Abzac, puis seigneurs de La Douze, puis marquis de La Douze († 1698)
  - Branche des seigneurs de Montastruc
    - Sous-branche des seigneurs de Bellegarde († ap. 1575)
      - Rameau des seigneurs de La Boissière, puis de Puymège († 1913)
        - Sous-rameau des seigneurs de La Juvénie († ap. 1794)

    - Sous-branche des seigneurs de La Serre
      - Rameau des seigneurs de Saint-Laurent-du-Gas

  - Branche des seigneurs de Badefols (†)
  - Sous-branche des seigneurs de La Prade
  - Branche des seigneurs de Beauregard († ap. 1535)
  - Branche des seigneurs de Mayac († ap. 1813)
    - Sous-branche des seigneurs de Sarrazac († 1831)
      - Sous-branche des seigneurs de Vandière de Vitrac
      - Rameau des seigneurs de Masvieux

    - Sous-branche des seigneurs de Villars († ap. 1701)
      - Rameau des seigneurs de Fontladier
      - Rameau des seigneurs de La Combe
      - Rameau des seigneurs de Pressac († ap. 1754)

    - Sous-branche des seigneurs de Cazenac
      - Rameau des seigneurs d'Aurance († 1735)
        - Sous-rameau des seigneurs de Falgueyrac

      - Rameau des seigneurs de Mondiol
      - Rameau dit "de Trévy" († 1884)

    - Sous-branche dite "de Libourne"

  - Branche des seigneurs de Reilhac, puis marquis de La Douze († 1873)
    - Sous-branche des seigneurs de Gourdeaux († 1943)

  - Branche des seigneurs de Peyramond

## Personnalités
- Gantonnet d'Abzac (?-1401), capitaine pontifical et vicaire général de Raymond de Turenne
- Pierre d'Abzac de La Douze (1427-1502), évêque de Rieux puis de Lectoure, archevêque de Narbonne

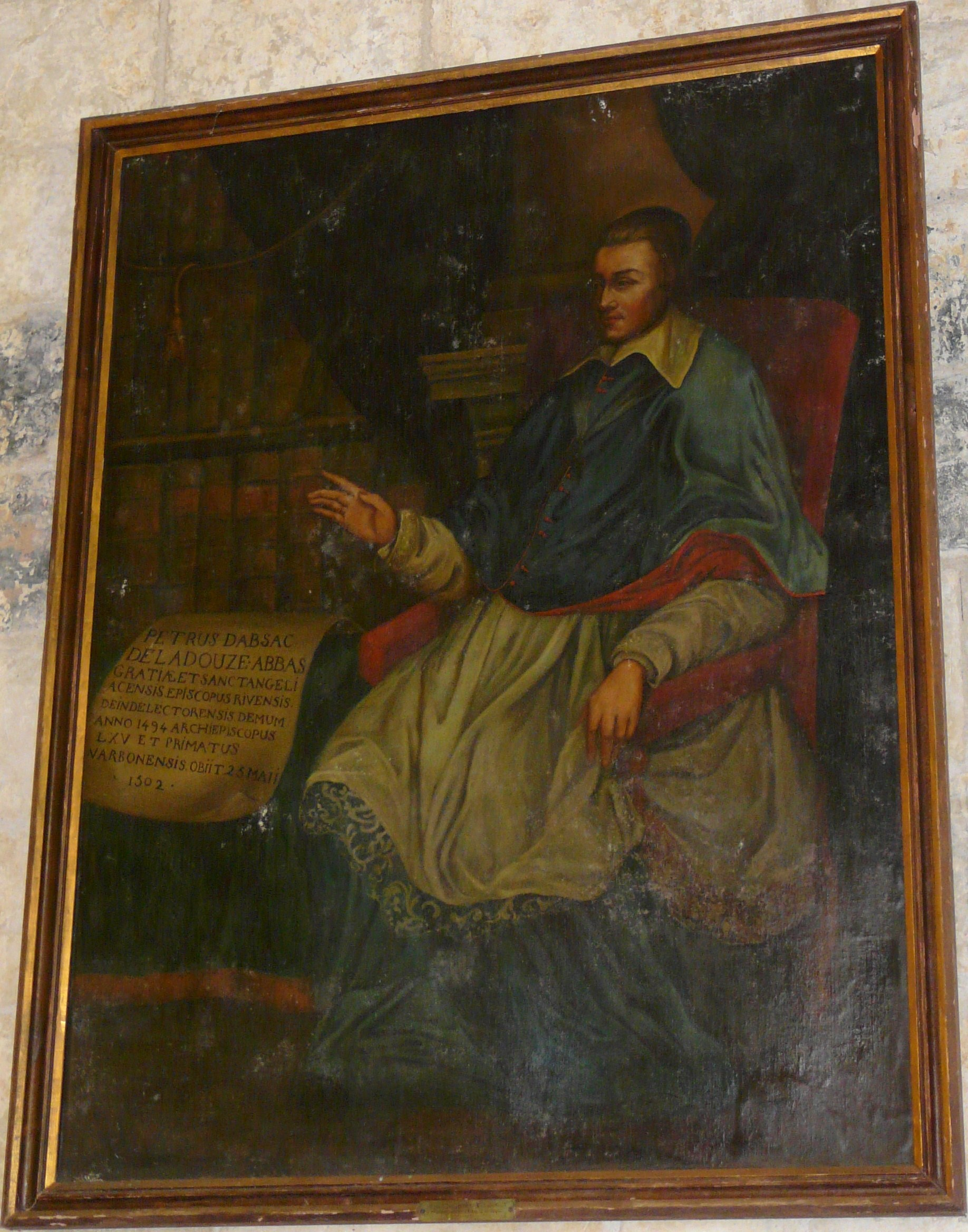
Pierre d'Abzac de La Douze

- Jean d'Abzac de La Douze (1781-1834), député de la Dordogne et maire de Périgueux
- Pierre-Marie d'Abzac, titré vicomte d'Abzac par courtoisie, né le 17 septembre 1739. Il entre en 1756 comme page de la Grande Écurie de Versailles[2] et commande l'équipage du daim, devient commandant du manège de Versailles, chevalier de l'ordre royal et militaire de Saint-Louis, et de l'ordre royal de la Légion d'Honneur. Il obtient, le 11 mai 1762, une commission de capitaine réformé à la suite, dans le régiment Mestre de Camp général Dragons ; et fut nommé, en 1763, écuyer cavalcadour. En 1770 le vicomte d'Abzac est chargé du commandement d'un manège et devient écuyer ordinaire. Il dirige dès lors le deuxième manège de Versailles[3]. Dès son début de carrière d'écuyer, il montre, d'après les sources d'époque, « une connaissance de l'art qui attire bientôt toute la cour ». Il donne des leçons d'équitation à Louis XVI et au comte d'Artois (le futur Charles X). Le 21 janvier 1781, le roi lui accorde le brevet d'une pension de 20 000 livres sur le trésor royal, sans retenue, à titre de retraite, comme écuyer commandant du manège de la Grande Écurie[4]. Forcé à fuir à la Révolution française, il se réfugie en Prusse et y prend la charge de la seconde compagnie noble de l'armée des princes. À son retour en France, en 1802 (décret du Premier consul sur le retour des Nobles), il retrouve son château et s'occupe de dressage et d'élevage. Louis XVIII le nomme écuyer en chef de Versailles et il devient ainsi le directeur du premier manège[3]. Il meurt à 89 ans, en 1827, sans descendance malgré ses deux mariages avec Marie Blaise de Bonneval (le 10 août 1777), décédée pendant la Révolution, et en 1804 avec la veuve Marie-Antoinette-Jacqueline-Félicité De Cocquart[4].
- Jean-François d'Abzac de Sarrazac, né à Limeyrat le 4 octobre 1747, Jean-François d'Abzac, titré baron d'Abzac par courtoisie, puis vicomte après la mort de son frère Pierre Marie, devient page en 1763 et écuyer ordinaire en 1781, en succession de son frère, jusqu'en 1789. Il regagne également la France en 1802 et prend la direction du haras de Strasbourg en 1806 puis de celui du Pin en 1809. Il dirige le second manège de Versailles de 1814 à 1819, puis il se retire pour raisons de santé[3].
- Alexis d'Abzac, officier au 9e chasseurs, est connu pour la parution, en 1852, du Développement d'une question équestre relative au dressage des chevaux[3], basé sur les travaux de Baucher et d'Aure[5],[6].

## Alliances
Les principales alliances de la famille d'Abzac sont : de la Cropte (125x), de Neuville (131x), de la Cropte de Chantérac (131x, 1476 et 1515), de Barrière (1400), de Narbonne (1469), de Salignac (1540, 1754 et 1754), de Bourbon (1551), de Lambertie (1571), de Montlezun (1588), d'Aubusson (1588), de Lastours (1591), de Bosredon (1600), de Boisseulh (1603 et 1721), de Lambertye (1640), de Brémond d'Ars (1654), de Vassal (1658 et 1832), d'Hautefort (1661), de la Roche-Aymon (1664 et 1700), de Taillefer (1669 et 1688), de Commarque (167x et 1718), de Pérusse des Cars (1687), de Lestrade (1705, 1720 et 1745), de Foucauld (1797), de Galard (18xx), de Cremoux (1847), de Boysson, d'Humières (1910), van Cappel de Prémont (1943), Huon de Kermadec, du Mas de Paysac (1979), Tiberghien.

## Armes et titre
- Armes : D'argent à la bande d'azur chargée d'un besant d'or, à la bordure d'azur besantée d'or.[1]

Les différentes branches de cette famille écartèlent ces armes en fonction de leurs alliances.
Branche aînée, des marquis de la Douze : porte écartelé aux 1 et 4 d'or à une fasce de gueules, accompagnée de six fleurs de lys d'azur, 3 en chef et 3 en pointe, qui est de Barrière, aux 2 et 3 de gueules à une fasce d'or sur le tôut d'Abzac.
D'autres branches portent écartelé aux 1 et 4 de Barrière, aux 2 et 3 d'Abzac sur le tout de gueules à trois léopards d'or.
Pierre et Marc d'Abzac sont recensés dans l'Armorial général de France avec les armes Ecartelé au 1 et 4 d'argent à la bande d'azur chargée d'un besant d'or, à la bordure d'azur besantée d'or et au 2 et 3 d'argent à une fasce de gueules accompagnée de trois fleurs de lys d'azur en pointe et de trois fleurs de lys d'azur en chef,
Joachim d'Abzac est recensé  dans l'Armorial général de France avec les armes Ecartelé au 1 et 4 d'argent à la bande d'azur chargée d'un besant d'or, à la bordure d'azur besantée d'or et au 2 et 3 d'or à une fasce de gueules accompagnée de trois fleurs de lys d'azur en pointe et de trois fleurs de lys d'azur en chef